# Grójec
Grójec – miasto w Polsce położone w województwie mazowieckim, siedziba powiatu grójeckiego i gminy miejsko-wiejskiej Grójec. Leży 45 km na południe od Warszawy, na pograniczu Wysoczyzny Rawskiej i Równiny Warszawskiej. Przez miasto przepływa Molnica, będąca dopływem rzeki Kraski.
Według danych GUS z 31 grudnia 2019 r. Grójec liczył 16 758 mieszkańców.

## Historia
Grójec był miastem królewskim Korony Królestwa Polskiego. Początkowo jego nazwa brzmiała Grodziec. Grodziec położony był w drugiej połowie XVI wieku w powiecie grójeckim ziemi czerskiej województwa mazowieckiego. Do 1954 roku Grójec był siedzibą wiejskiej gminy Kobylin. W latach 1975–1998 miasto administracyjnie należało do województwa radomskiego, a przed 1975 do województwa warszawskiego.
- Pierwsze ślady osadnictwa datowane są na VII w. p.n.e.
- W XI-XII wieku Grójec był grodem kasztelańskim. Tytuł przeniesiono około 1250 do Czerska.
- W latach 1124–1250 Grójec był siedzibą archidiakonatu diecezji poznańskiej, przeniesionego następnie do Czerska.
- Prawa miejskie Grójec otrzymał w 1419 r. z nadania księcia mazowieckiego Janusza I Starszego[6].
- Miasto uzyskało w 1526 r. statut miasta powiatowego.
- Miasto było zniszczone w 1656 r. podczas potopu szwedzkiego[6].
- W latach 1808–1815 Grójec wchodził w skład Księstwa Warszawskiego.
- W dniach 22–25 I 1863 r. doszło do pierwszych wystąpień powstańczych.
- W 1863 r. na terenie gminy miały miejsce walki z wojskami rosyjskimi.
- W trakcie operacji Warszawsko-Iwangorodzkiej podczas pierwszej wojny światowej odbywały się walki pomiędzy wojskami rosyjskimi a niemieckimi na terenie gminy[7].
- W okresie międzywojennym na 10500 mieszkańców Grójca 5200 stanowiła ludność żydowska[6].
- Grójec w czasie II wojny światowej:
  - we wrześniu 1939 stacjonowały tu 211. i 212. eskadra bombowa[8].
  - 6 września 1939 – nalot Luftwaffe („w wyniku nalotów uległy zniszczeniu domy mieszkalne, młyn, oraz częściowo kościół, na który spadła jedna bomba, a obok dwie następne”[9]).
  - 8 września 1939 – wkroczenie Niemców do Grójca, kwaterą niemieckiego starosty miasta Wernera Zimmermanna zostaje pałacyk w Kobylinie.
  - jesień 1940 – utworzenie getta dla ludności żydowskiej z Grójca oraz innych miejscowości (ok. 6 tys. osób)[10].
  - luty 1941 – wywiezienie Żydów z grójeckiego getta do getta warszawskiego[10].
  - 9 września 1942 – powieszenie na rynku 4 działaczy PPR w odwet za akcje sabotażowe Gwardii Ludowej (po wojnie na miejscu stracenia postawiono pomnik ku czci pomordowanych)[11].
  - 26 marca 1944 – odbicie więźniów z siedziby gestapo.
  - 15 stycznia 1945 – zajęcie Grójca przez Armię Czerwoną (w obecnym budynku PSP nr 1 w Grójcu zostaje założony szpital polowy)[6].

## Demografia
- Piramida wieku mieszkańców Grójca w 2014 roku[12].

## Gospodarka

### Sadownictwo
Okolice Grójca są najważniejszym polskim regionem uprawy i przetwórstwa jabłek. Obecnie w regionie Grójca uprawia się intensywne sady karłowe, które dostarczają ok. 40% krajowej produkcji jabłek, a intensywność upraw w niektórych gminach sięga nawet 70%.
W regionie znajdują się duże firmy dystrybuujące środki ochrony roślin, firmy przetwórcze (produkujące koncentrat jabłkowy), sklepy zaopatrzenia ogrodniczego.
Tradycja upraw jabłoni sięga XVI w. Długa historia upraw tego owocu w regionie spowodowała wykształcenie się naturalnej marki „jabłka grójeckie”, której istnienie potwierdzają liczne zapisy duchownych i naukowców. Uprawę jabłoni promowała już królowa Bona. Rolę w rozwoju sadownictwa grójeckiego odegrali duchowni, którzy wprowadzali wysoką kulturę upraw sadowniczych. W XIX w. pojawili się pierwsi doradcy sadowniczy. Szczególnie dla rozwoju sadownictwa w regionie grójeckim zasłużył się Tadeusz Morawski, który w swoim majątku w Małej Wsi rozpoczął intensywną uprawę jabłoni, które eksportował do Niemiec.
Od 28 kwietnia 2008 jabłka grójeckie są oficjalnie produktem tradycyjnym, a 27 listopada 2010 uzyskały rejestrację jako chronione oznaczenie geograficzne – produkt regionalny.
Bardzo szybko rozwija się także przetwórstwo tych owoców, które od prostej produkcji koncentratu do soku jabłkowego, przekształca się w kierunku produkcji soków mętnych i cydru.

### Inne gałęzie gospodarki

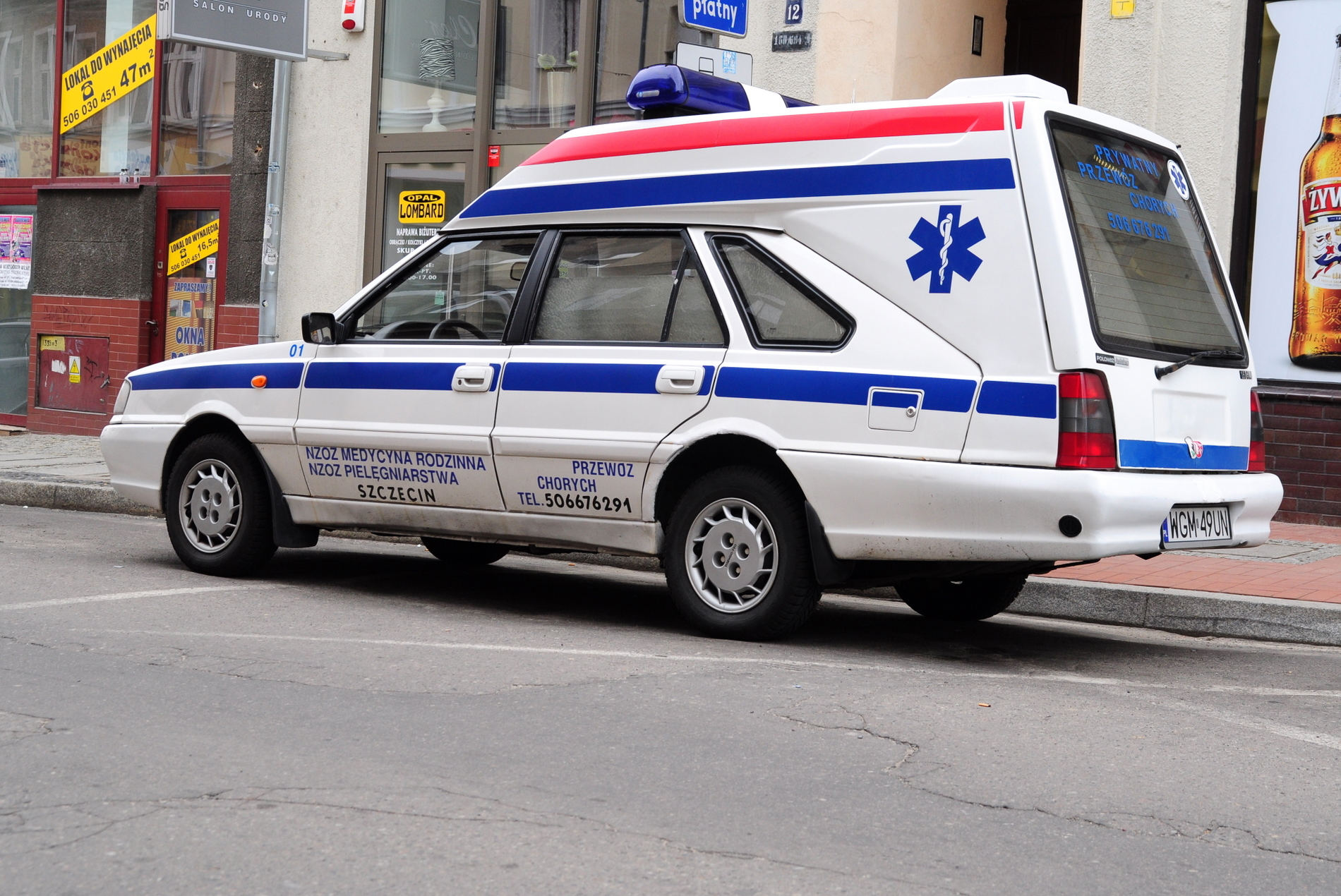
W latach 1993–2001 w Zakładzie Tapicerki Samochodowej produkowano nadwozia Polonezów Ambulansów

W Grójcu mają swoje fabryki i siedziby międzynarodowe koncerny:
- Faurecia Automotive Polska S.A.
- Peter Renz Ltd.
- Cukiernicza Spółdzielnia Inwalidów „Jedność”

Stopa bezrobocia w powiecie grójeckim w czerwcu 2007 wynosiła 6,9%, we wrześniu 2012 8,0%, a w styczniu 2017 3,6%.

## Infrastruktura

### Ochrona zdrowia
Na terenie miasta i gminy Grójec prowadzą działalność medyczną następujące podmioty opieki medycznej:
- Powiatowe Centrum Medyczne Sp. z o.o. w Grójcu, w którym mieści się m.in. SOR  z poradniami specjalistycznymi.
- Niepubliczne punkty opieki zdrowotnej o różnym charakterze.

## Transport

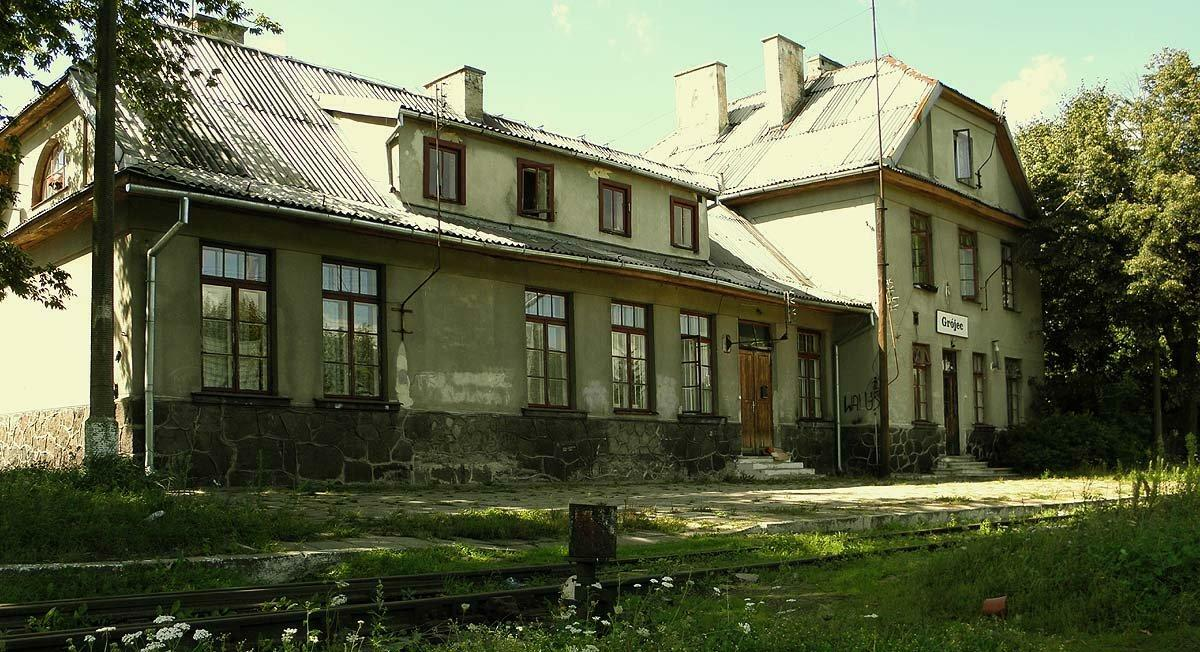
Budynek dworca Grójeckiej Kolei Dojazdowej

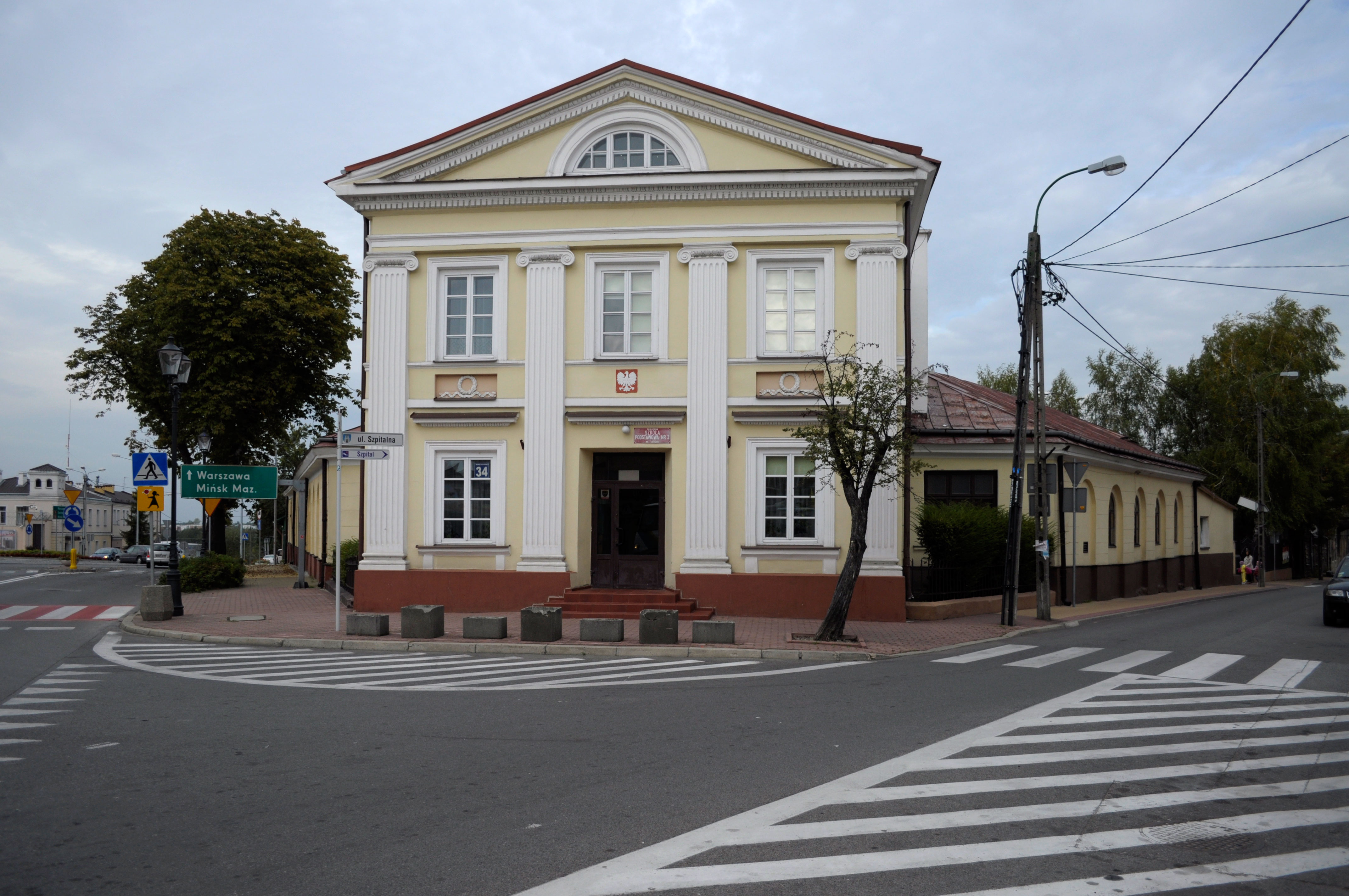
Publiczna Szkoła Podstawowa nr 3 im. ks. Piotra Skargi

- W Grójcu krzyżują się S7 i DK50 stanowiące zachodnią obwodnicę miasta (oddaną do użytku w 1980 roku[18]) oraz droga krajowa nr 50, stanowiąca część tranzytowej obwodnicy Warszawy, tutaj również mają swój początek drogi wojewódzkie – 722 do Piaseczna i 728 do Jędrzejowa.
- Grójecki PKS Sp. z o.o. obsługuje[19] sieć podmiejską Grójca i trasy do Warszawy, Białobrzegów, Radomia, Góry Kalwarii, Warki, Białej Rawskiej, Nowego Miasta nad Pilicą, Mszczonowa i innych.

## Architektura

### Zabytki
- Ratusz w Grójcu – wybudowany w 1821 roku według projektu Hilarego Szpilowskiego w stylu klasycystycznym. Został wpisany do rejestru zabytków 23 marca 1962 roku oraz 12 lutego 1982. Znajduje się przy Rynku (Plac Wolności). Obecnie siedziba Urzędu Stanu Cywilnego.
- Kościół św. Mikołaja Biskupa – wybudowany w stylu późnogotyckim w latach 1520-30. Obok drewniana dzwonnica z roku 1889. Wewnątrz - datowana na rok 1482 chrzcielnica, w której ochrzczono ks. Piotra Skargę, na terenie przykościelnym znajduje się również jego pomnik.
- Pomnik ks. Piotra Skargi przy kościele św. Mikołaja Biskupa z 1996 r.
- Budynek Poczty Polskiej w stylu klasycystycznym, dawny zajazd dla dyliżansów.
- Budynek dawnego szpitala im. ks. Piotra Skargi – pierwszy murowany szpital w Grójcu, wybudowany w latach 1855-1857. Już pod koniec XIX w. przestał wystarczać potrzebom chorych i pracowników. Pełnił funkcje mieszkalne dla pracowników szpitala, przytułku dla bezdomnych, a po 1965 roku, szpitalne.
- Jatki miejskie
- Budynek Szkoły Podstawowej nr 3 im. ks. Piotra Skargi – budowla klasycystyczna. Dawniej carskie koszary wojskowe, miejsce walk w okresie powstania styczniowego 1863 roku.
- Budynek Starostwa Powiatowego
- Zespół dworca Grójeckiej Kolei Dojazdowej, obejmujący m.in. dworzec i wieżę ciśnień
- Cmentarz Stary (rzymskokatolicki)
- Cmentarz ewangelicki
- Cmentarz żydowski

## Oświata i nauka
W Grójcu znajdują się:
- 4 przedszkola publiczne i 2 niepubliczne,
- 3 szkoły podstawowe oraz 3 szkoły podstawowe z oddziałami przedszkolnymi na terenie wiejskim
- 2 szkoły ponadpodstawowe (LO i ZS),
- 1 szkoła specjalna

## Religia
- Kościół rzymskokatolicki
  - parafia św. Mikołaja Biskupa
  - parafia Miłosierdzia Bożego
- Kościół greckokatolicki:
  - placówka duszpasterska w Grójcu[20]
- Świadkowie Jehowy:

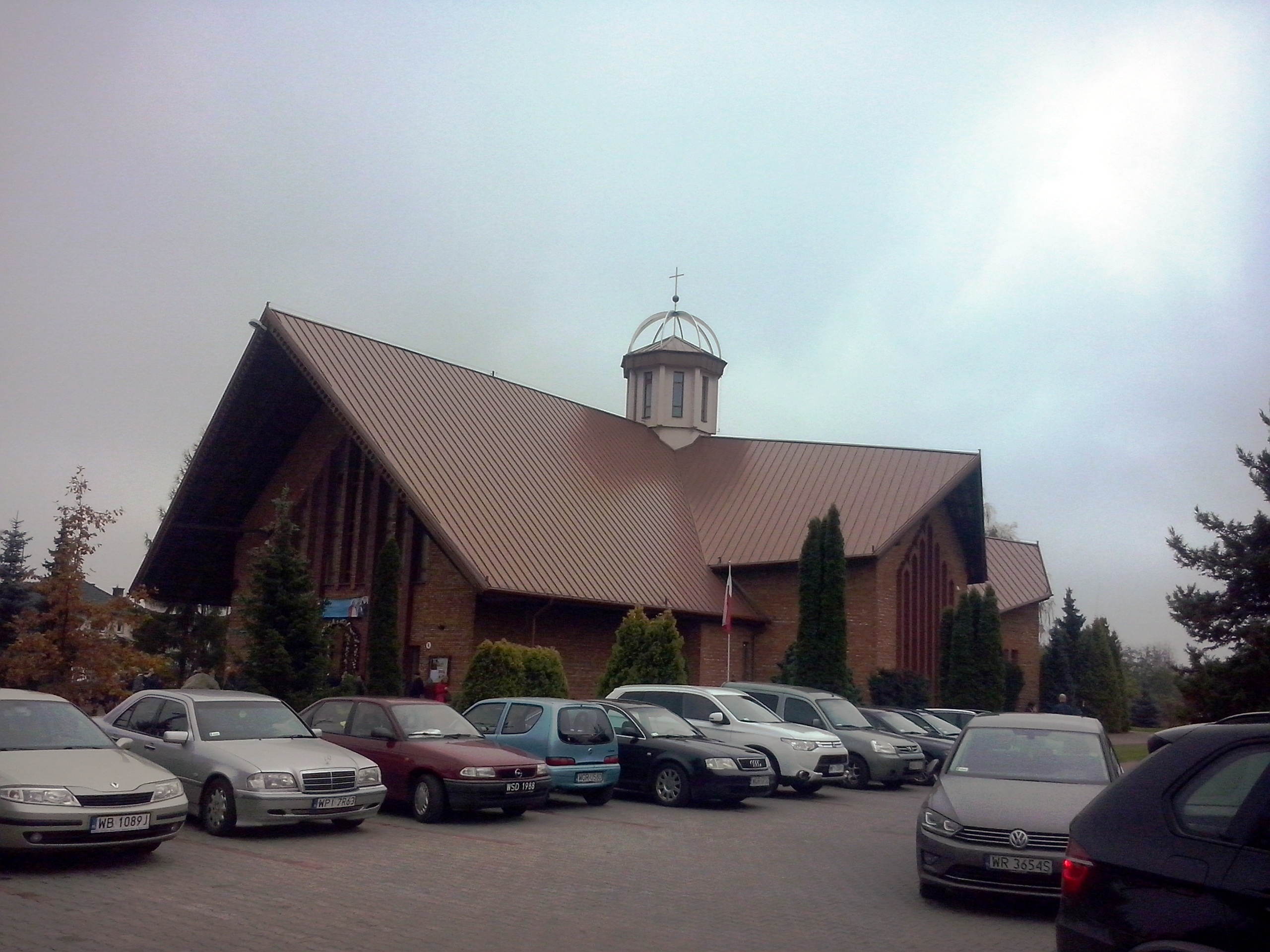
Kościół Miłosierdzia Bożego

  - zbór Grójec (w tym grupa ukraińskojęzyczna), Sala Królestwa[21].

## Współpraca zagraniczna
Grójec współpracuje z trzema miastami partnerskimi:
- Canosa di Puglia (Włochy)
- Strumica (Macedonia)
- Nowa Wieś Spiska (Słowacja)

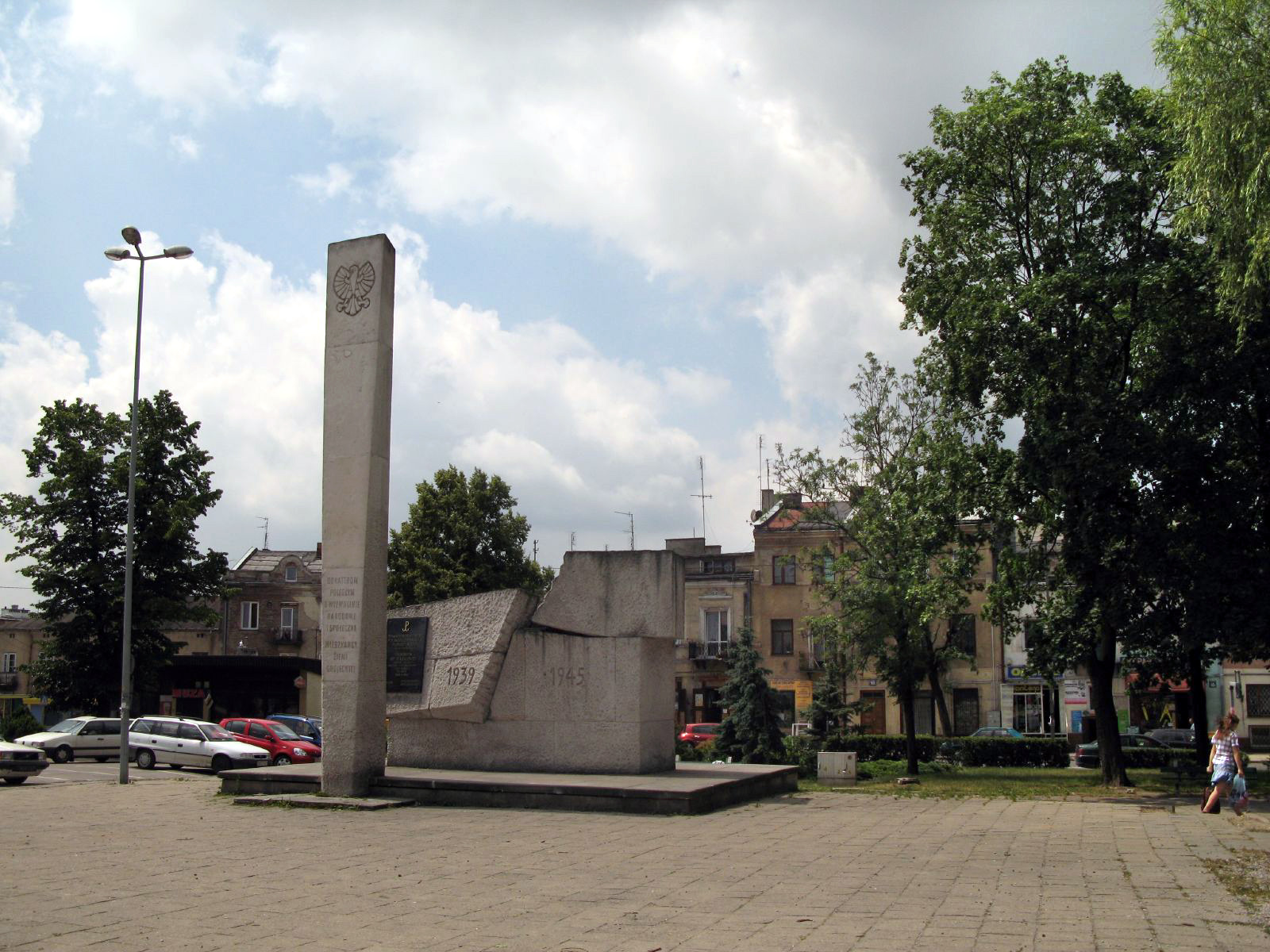
Pomnik „Gloria Victis”

## Urodzeni w Grójcu
- Piotr Skarga herbu Pawęza, SJ, inna forma nazwiska: Piotr Powęski, mylnie: Pawęski (1536-1612) – jezuita, teolog, pisarz i kaznodzieja, czołowy polski przedstawiciel kontrreformacji, kaznodzieja nadworny Zygmunta III Wazy, rektor Kolegium Jezuitów w Wilnie, pierwszy rektor Uniwersytetu Wileńskiego. Sługa Boży,     proboszcz kapituły katedralnej lwowskiej w 1564 roku, kanclerz kapituły katedralnej lwowskiej. Autor Żywotów świętych i Kazań sejmowych.
- Jechiel Danziger (1828-1894) – rabin, pierwszy cadyk chasydzkiej dynastii Aleksander.
- Jan Bojankowski (1832-1870) – pierwszy (od 1864) architekt miejski Łodzi.
- Tadeusz Olszewski 1898-1944 - ostatni przedwojenny burmistrz Grójca, Honorowy Obywatel Miasta.
- Czesław Olszewski (1894-1969) – fotograf, dokumentalista. Współzałożyciel Syndykatu Fotoreporterów Rzeczypospolitej Polskiej.
- Jan Jagmin-Sadowski (1895-1977) – generał brygady Wojska Polskiego.
- Łukasz Kralczyński (1896-1940) – kapitan intendent Wojska Polskiego, kawaler Orderu Virtuti Militari, ofiara zbrodni katyńskiej.
- Leonard Pękalski (1896-1944) – malarz, ilustrator.
- Henryk Jasiorowski (1926-2017) – przedstawiciel nauk rolniczych, zootechnik, specjalizujący się w genetyce, hodowli i produkcji zwierzęcej na świecie, w latach 1975–81 rektor Szkoły Głównej Gospodarstwa Wiejskiego w Warszawie.
- Zygmunt Olesiewicz (1929-1993) – koszykarz, trener i działacz.
- Edyta Wojtczak (1936) – w latach 1957–1996 spikerka Telewizji Polskiej; laureatka „Superwiktora”.
- Maria Wiłun (1943) – kostiumograf. Absolwentka Akademii Sztuk Pięknych w Warszawie. Nominowana do Polskiej Nagrody Filmowej Orzeł w 2001 za kostiumy do filmu Syzyfowe prace.
- Waldemar Rebinin (1944-1970) – pracownik Wojewódzkiej Kolumny Transportu Sanitarnego w Gdańsku, zastrzelony w czasie wydarzeń grudniowych 1970.
- Anna Karbowiak (1950) – wioślarka, medalistka mistrzostw Europy, olimpijka z Montrealu 1976.
- Leszek Suski (1957) – strażak, generał brygadier w stanie spoczynku, I zastępca komendanta głównego Państwowej Straży Pożarnej w latach 2005–2007, komendant główny Państwowej Straży Pożarnej i szef Obrony Cywilnej Kraju w latach 2015–2019.
- Marek Suski (1958) – polityk, poseł na Sejm IV, V, VI, VII, VIII, IX i X kadencji, w latach 2017–2019 szef Gabinetu Politycznego Prezesa Rady Ministrów.
- Magdalena Gnatowska (1968) – aktorka teatralna, filmowa i dubbingowa. Reżyser dubbingu, współpracująca ze Studiem Sonica.
- Tomasz Borowski (1970) – bokser, olimpijczyk z Atlanty 1996.
- Mariusz Klimek (1974) – wokalista popowo-jazzowy, śpiewak, kompozytor i nauczyciel akademicki.
- Andrzej Stankiewicz (1974) – dziennikarz, publicysta, zastępca redaktora naczelnego Onetu.
- Monika Zawadzka (1977) – artystka wizualna. Realizuje instalacje przestrzenne, rzeźby, wideo oraz teksty. Absolwentka Akademii Sztuk Pięknych w Warszawie.
- Justyna Kozdryk (1980) – sztangistka, medalistka igrzysk paraolimpijskich, mistrzostw świata i Europy.

- Sebastian Przyrowski (1981) – piłkarz grający na pozycji bramkarza, reprezentant Polski, wychowanek Pilicy Białobrzegi.
- Bartłomiej Niedziela (1985) – piłkarz występujący na pozycji pomocnika.

## Burmistrzowie Grójca
- Andrzej Osiński (1990-1992)
- Witold Rak (1992-1993)
- Jacek Stolarski (1993-1998)
- Piotr Papaj (1998-2002)
- Jacek Stolarski (2002-2018)
- Dariusz Gwiazda (2018 - obecnie)